# Mediastinite
Con il termine mediastinite, in medicina, si identifica un insieme di condizioni patologiche caratterizzate da infiammazione acuta o cronica del mediastino, di varia natura. Nel loro complesso le mediastiniti rappresentano il 7-10% delle malattie del mediastino.

## Classificazione
Le malattie di natura infiammatoria del mediastino si distinguono in acute e croniche. I due gruppi si differenziano notevolmente tra di loro per eziologia, manifestazioni cliniche e terapia.

### Forme acute
Tra le cause relativamente più comuni di mediastinite acuta vi è la perforazione dell'esofago, che può avvenire per l'azione infiltrante di alcune neoplasie, per ingestione di corpi estranei taglienti o di caustici e, in alcuni casi, anche nel corso di indagini invasive come la gastroscopia in presenza di lesioni o alterazioni anatomiche predisponenti. Anche la broncoscopia praticata con strumento rigido presenta un rischio di perforazione bronchiale con conseguente mediastinite.
Meno frequentemente la mediastinite acuta può risultare dalla diffusione di infezioni in sedi vicine come la faringe o di infezioni dentarie.
Molto più raramente la causa è da riscontrare come complicanza di un'osteomielite. La mediastinite acuta si può manifestare anche in seguito ad un'operazione (la sternotomia) nel 2% delle operazioni eseguite.
In tutti i casi il passaggio di aria, eventualmente di acidi di origine gastrica (nelle perforazioni esofagee) e di batteri nel mediastino determina insorgenza di febbre elevata e dolore toracico talvolta irradiato al collo o all'addome, talvolta dispnea e disfonia accompagnati da decadimento delle condizioni generali.
La diagnosi delle forme acute, facilmente sospettabile dalle manifestazioni cliniche, può essere confermata da indagini radiologiche o endoscopiche.

### Forme croniche
Le mediastiniti croniche si suddividono in base all'aspetto istologico dei tessuti coinvolti in due sottogruppi:
- forme granulomatose (relativamente più frequenti): rappresentano l'esito della diffusione di processi infettivi come la tubercolosi, la nocardiosi o l'istoplasmosi dai polmoni o dai linfonodi al mediastino
- forme fibrotiche: possono rappresentare l'ulteriore evoluzione delle precedenti oppure essere idiopatiche, ovvero senza causa nota.

## Sintomi e segni
Le mediastiniti possono decorrere con un ampio spettro di manifestazioni che va dalle forme asintomatiche o paucisintomatiche fino a forme fulminanti che mettono ad immediato repentaglio la vita del paziente e che richiedono un intervento immediato.
Il paziente tipico si presenta con febbre, tachicardia, spesso tachipnea. Il paziente riferisce dolore sternale che è venuto aumentando con il trascorrere del tempo. Alcuni possono presentare secrezioni da una recente ferita chirurgica dovuta ad un intervento toracico in regione sternale. Circa i 2/3 dei soggetti che manifestano mediastinite dopo un intervento chirurgico si presentano entro 2 settimane dall'esecuzione dello stesso. 
I pazienti possono anche manifestare una sindrome mediastinica, espressione della trazione o costrizione degli organi contenuti nel mediastino.

## Diagnosi
La radiografia del torace può mostrare un'alterazione del profilo degli organi mediastinici, descritta come "slargamento del mediastino". Nelle forme croniche è importante escludere la presenza di neoplasie o di altre malattie che possono indurre la stessa sintomatologia e lo stesso aspetto radiologico, sia con esami non invasivi (TC, RMN), sia, se necessario, mediante tecniche invasive come la mediastinoscopia o la toracotomia, che consentono anche il prelievo di campioni per esame istologico.

## Terapia
Poiché la forma acuta se non trattata tempestivamente risulta fatale, il trattamento consiste nella somministrazione di antibiotici, clindamicina e ceftriaxone, ossigenoterapia iperbarica, e pressoché sempre si rende necessaria una terapia chirurgica con drenaggio, toracotomia o riparazione del danno inflitto.
La sola terapia chirurgica è indicata nella forma cronica (toracotomia).